# 楊忠禮集團
楊忠禮機構股份有限公司（英語：YTL Corporation Berhad，簡稱楊忠禮集團 ，马来西亚股票交易所：4677，東證1部：1773）是馬來西亞最大綜合企業。
主要业务包括公共事业、建设、高速铁路等，由丹斯里拿督楊忠禮（Yeoh Tiong Lay）創辦，因此他的名字命名。現時公司主席是由丹斯里拿督楊忠禮長子楊肅斌擔任。

## 外部連結
- 楊忠禮機構股份有限公司（英文） （页面存档备份，存于）